# Jair Pérez
Jair Pérez Brañez, est un responsable culturel et homme politique péruvien. Il est ministre de la Culture dans le gouvernement de Dina Boluarte depuis le 10 décembre 2022.

## Biographie

### Études et responsable culturel
Jair Pérez est diplômé en littérature péruvienne et littérature latino-américaine à l'université nationale principale de San Marcos et a obtenu une maîtrise en études culturelles et politiques culturelles à l'université andine Simón-Bolívar en Équateur.
Jair Pérez a tout d'abord été fonctionnaire, en tant que directeur au sein de la Direction générale des industries culturelles et des arts du ministère de la Culture péruvien, ainsi que coordinateur de la gestion des politiques et de l'articulation territoriale, ainsi que directeur de l'Unité de l'articulation territoriale.
En tant que responsable culturel et spécialiste des politiques publiques culturelles a ensuite été directeur de la Direction décentralisée de la culture de Junín, ainsi que coordinateur du projet des parcs culturels du bicentenaire du Pérou. Il a également enseigné et a été directeur du centre culturel de l'Université Continentale. Il a également présidé l'institution de l'Alliance française à Huancayo.

### Parcours politique
Le 10 décembre 2022, Jair Pérez est nommé ministre de la Culture dans le gouvernement technique et d'union nationale de Dina Boluarte.
Lors de sa nomination, le Pérou fait face à de nombreux défis culturels, notamment la réparation de la forteresse Kuélap, après de nombreux effondrements en avril 2022 et des commerçants en crise économique,, et face à une baisse des visites au Machu Picchu, récemment en raisons de divers conflits sociaux et des perturbations en raison des manifestations de décembre 2022.
Le 16 décembre, le ministre présente sa démission, en s'indignant des nombreux morts lors des manifestations dans le pays, déclarant que « les événements malheureux qui se sont produits dans le pays » rend sa continuité en tant que ministre de la Culture « insoutenable », la ministre de l’Éducation Patricia Correa prend la même décision quelques heures aupparavant.
Le lendemain de sa démission, le 17 décembre, la présidente Dina Boluarte est restée floue quant aux modifications du gouvernement, évoquant uniquement un remaniement dans les « prochains jours ».